# Georges-Henri Rivière
Georges-Henri Rivière (* 5. Juni 1897 in Paris; † 24. März 1985 in Louveciennes) war ein französischer Ethnologe und Museologe. Er hat neue Ideen in der Museumspraxis in Frankreich realisiert und gilt als der Begründer der Ecomuseen.

## Leben
Nach dem Selbstmord seines Vaters Jules 1912, einem stellvertretenden Direktor des Amts für Promenaden und Grünflächen der Stadt Paris, nahm sein Onkel, der Maler Henri Rivière, den jungen Georges zu sich. Den zweiten Vornamen Henri nahm er daraufhin von seinem Onkel an.
Georges-Henri Rivière studierte bis 1925 am Pariser Konservatorium und war in den 1920er Jahren als Pianist in Paris tätig. Durch die Bekanntschaft mit Musikern wie Duke Ellington, George Gershwin und Josephine Baker sowie den Kontakt zu bildenden Künstlern der damaligen Zeit begann er sich für die Kunst und Kultur der außereuropäischen Völker zu interessieren. Seine ethnologischen Studien an der École du Louvre beendete er 1928. Zusammen mit Georges Bataille gründete er die Zeitschrift Documents und war in den Jahren 1929–1930 deren Mitherausgeber und Redakteur. In dieser Zeit entstanden bereits neue Ideen und Konzepte für die Umgestaltung der Museen. In den 1930er Jahren beteiligte sich Georges Henri Rivière an zahlreichen Ausstellungen. Er ist der Begründer des Pariser Volkskundemuseums ATP (Musée National des Arts et Traditions Populaires), das 1937 aus dem 1878 gegründeten Musée d'Ethnographie du Trocadéro hervorgegangen ist. Von 1948 bis 1965 leitete Rivière dieses Museum als Generaldirektor. Von 1970 bis 1982 war Rivière als Professor für Museumskunde an der Universität Paris IV tätig.

## Veröffentlichungen
- Georges Henri Rivière: The organisation and functions of the museums. In: Museum Vol. 2. 1949. S. 206–214
- Georges Henri Rivière: My Experience at the Musee d’Ethnologie. The Huxley Memorial Lecture 1968
- Georges Henri Rivière: La muséologie selon Georges Henri Rivière: cours de museologie, textes et temoignages. Paris 1989
- Janine de Briolan: Ecoguide de la France. (Vorwort von G. H. Riviere) Paris 1976